# Heleophryne regis
Heleophryne regis är en groddjursart som beskrevs av Hewitt 1910. Heleophryne regis ingår i släktet Heleophryne och familjen Heleophrynidae. IUCN kategoriserar arten globalt som livskraftig. Inga underarter finns listade i Catalogue of Life.